# Francielle
Francielle Manoel Alberto, född den 18 oktober 1989 i São Paulo i Brasilien, är en brasiliansk fotbollsspelare. Vid fotbollsturneringen under OS 2008 i Peking deltog hon i det brasilianska lag som tog silver. 